# Džun Morinaga
Džun Morinaga (森永 純, Morinaga Džun, 1937 – 5. dubna 2018) byl japonský fotograf. Pracoval jako asistent Williama Eugena Smitha. Jeho díla jsou uložena ve stálé sbírce Tokijského metropolitního muzea fotografie.